# P.O.D./Diskografie
Diese Diskografie ist eine Übersicht über die musikalischen Werke der US-amerikanischen Nu-Metal-Band P.O.D.. Den Schallplattenauszeichnungen zufolge hat sie bisher mehr als fünf Millionen Tonträger verkauft, davon alleine in ihrem Heimatland über 4,5 Millionen. Ihre erfolgreichste Veröffentlichung ist das vierte Studioalbum Satellite mit über 3,4 Millionen verkauften Einheiten.

## Alben

### Studioalben
| Jahr | Titel Musiklabel                                       | Höchstplatzierung, Gesamtwochen, AuszeichnungChartplatzierungen (Jahr, Titel, Musiklabel, Platzierungen, Wochen, Auszeichnungen, Anmerkungen) | Höchstplatzierung, Gesamtwochen, AuszeichnungChartplatzierungen (Jahr, Titel, Musiklabel, Platzierungen, Wochen, Auszeichnungen, Anmerkungen) | Höchstplatzierung, Gesamtwochen, AuszeichnungChartplatzierungen (Jahr, Titel, Musiklabel, Platzierungen, Wochen, Auszeichnungen, Anmerkungen) | Höchstplatzierung, Gesamtwochen, AuszeichnungChartplatzierungen (Jahr, Titel, Musiklabel, Platzierungen, Wochen, Auszeichnungen, Anmerkungen) | Höchstplatzierung, Gesamtwochen, AuszeichnungChartplatzierungen (Jahr, Titel, Musiklabel, Platzierungen, Wochen, Auszeichnungen, Anmerkungen) | Anmerkungen                                                    |
| Jahr | Titel Musiklabel                                       | DE | AT | CH | UK | US | Anmerkungen                                                    |
| ---- | ------------------------------------------------------ | --- | --- | --- | --- | --- | -------------------------------------------------------------- |
| 1994 | Snuff the Punk Rescue Records                          | — | — | — | — | — | Erstveröffentlichung: 25. Januar 1994                          |
| 1996 | Brown Rescue Records                                   | — | — | — | — | — | Erstveröffentlichung: 8. Oktober 1996                          |
| 1999 | The Fundamental Elements of Southtown Atlantic Records | — | — | — | — | US51 Platin · (47 Wo.)US | Erstveröffentlichung: 24. August 1999 Verkäufe: + 1.000.000    |
| 2001 | Satellite Atlantic Records                             | DE5 Gold · (32 Wo.)DE | AT5 (31 Wo.)AT | CH11 Gold · (24 Wo.)CH | UK16 Gold · (13 Wo.)UK | US6 ×3Dreifachplatin · (71 Wo.)US | Erstveröffentlichung: 11. September 2001 Verkäufe: + 3.442.500 |
| 2003 | Payable on Death Atlantic Records                      | DE30 (2 Wo.)DE | AT47 (2 Wo.)AT | CH31 (3 Wo.)CH | — | US9 Gold · (13 Wo.)US | Erstveröffentlichung: 4. November 2003 Verkäufe: + 500.000     |
| 2006 | Testify Atlantic Records                               | DE54 (2 Wo.)DE | AT57 (2 Wo.)AT | CH64 (3 Wo.)CH | — | US9 (10 Wo.)US | Erstveröffentlichung: 24. Januar 2006                          |
| 2008 | When Angels and Serpents Dance Columbia Records        | — | — | — | — | US9 (9 Wo.)US | Erstveröffentlichung: 8. April 2008                            |
| 2012 | Murdered Love Razor & Tie                              | — | — | — | — | US17 (4 Wo.)US | Erstveröffentlichung: 10. Juli 2012                            |
| 2015 | The Awakening Universal Records                        | — | — | — | — | US75 (1 Wo.)US | Erstveröffentlichung: 21. August 2015                          |
| 2018 | Circles Mascot Records                                 | — | — | — | — | — | Erstveröffentlichung: 16. November 2018                        |
| 2024 | Veritas Mascot Records                                 | — | — | CH34 (1 Wo.)CH | — | — | Erstveröffentlichung: 3. Mai 2024                              |

### Livealben
| Jahr | Titel Musiklabel                     | Anmerkungen                            |
| ---- | ------------------------------------ | -------------------------------------- |
| 1997 | Payable on Death Live Rescue Records | Erstveröffentlichung: 18. Februar 1997 |
| 2006 | Live at Cornerstone Atlantic Records | Erstveröffentlichung: 2006             |
| 2008 | Rhapsody Originals Rhapsody          | Erstveröffentlichung: 2. Dezember 2008 |

### Kompilationen
| Jahr | Titel Musiklabel                                   | Höchstplatzierung, Gesamtwochen, AuszeichnungChartplatzierungen (Jahr, Titel, Musiklabel, Platzierungen, Wochen, Auszeichnungen, Anmerkungen) | Höchstplatzierung, Gesamtwochen, AuszeichnungChartplatzierungen (Jahr, Titel, Musiklabel, Platzierungen, Wochen, Auszeichnungen, Anmerkungen) | Höchstplatzierung, Gesamtwochen, AuszeichnungChartplatzierungen (Jahr, Titel, Musiklabel, Platzierungen, Wochen, Auszeichnungen, Anmerkungen) | Höchstplatzierung, Gesamtwochen, AuszeichnungChartplatzierungen (Jahr, Titel, Musiklabel, Platzierungen, Wochen, Auszeichnungen, Anmerkungen) | Höchstplatzierung, Gesamtwochen, AuszeichnungChartplatzierungen (Jahr, Titel, Musiklabel, Platzierungen, Wochen, Auszeichnungen, Anmerkungen) | Anmerkungen                             |
| Jahr | Titel Musiklabel                                   | DE | AT | CH | UK | US | Anmerkungen                             |
| ---- | -------------------------------------------------- | --- | --- | --- | --- | --- | --------------------------------------- |
| 2006 | Greatest Hits: The Atlantic Years Atlantic Records | — | — | — | — | US152 (1 Wo.)US | Erstveröffentlichung: 21. November 2006 |

### EPs
| Jahr | Titel Musiklabel                           | Anmerkungen                             |
| ---- | ------------------------------------------ | --------------------------------------- |
| 1999 | The Warriors EP Tooth & Nail               | Erstveröffentlichung: 4. Mai 1999       |
| 2005 | The Warriors EP, Volume 2 Atlantic Records | Erstveröffentlichung: 15. November 2005 |

### Akustikalben
| Jahr | Titel Musiklabel                 | Anmerkungen                             |
| ---- | -------------------------------- | --------------------------------------- |
| 2014 | SoCal Sessions Universal Records | Erstveröffentlichung: 17. November 2014 |

## Singles
| Jahr | Titel Album                                                         | Höchstplatzierung, Gesamtwochen, AuszeichnungChartplatzierungen (Jahr, Titel, Album, Platzierungen, Wochen, Auszeichnungen, Anmerkungen) | Höchstplatzierung, Gesamtwochen, AuszeichnungChartplatzierungen (Jahr, Titel, Album, Platzierungen, Wochen, Auszeichnungen, Anmerkungen) | Höchstplatzierung, Gesamtwochen, AuszeichnungChartplatzierungen (Jahr, Titel, Album, Platzierungen, Wochen, Auszeichnungen, Anmerkungen) | Höchstplatzierung, Gesamtwochen, AuszeichnungChartplatzierungen (Jahr, Titel, Album, Platzierungen, Wochen, Auszeichnungen, Anmerkungen) | Höchstplatzierung, Gesamtwochen, AuszeichnungChartplatzierungen (Jahr, Titel, Album, Platzierungen, Wochen, Auszeichnungen, Anmerkungen) | Anmerkungen                                                 |
| Jahr | Titel Album                                                         | DE | AT | CH | UK | US | Anmerkungen                                                 |
| ---- | ------------------------------------------------------------------- | --- | --- | --- | --- | --- | ----------------------------------------------------------- |
| 2000 | Southtown The Fundamental Elements of Southtown                     | — | — | — | — | — | Erstveröffentlichung: Februar 2000                          |
| 2000 | Rock the Party (Off the Hook) The Fundamental Elements of Southtown | — | — | — | — | — | Erstveröffentlichung: August 2000                           |
| 2000 | School of Hard Knocks Little Nicky – Satan Junior (Soundtrack)      | — | — | — | — | — | Erstveröffentlichung: Dezember 2000                         |
| 2001 | Alive Satellite                                                     | DE16 (11 Wo.)DE | AT11 (16 Wo.)AT | CH51 (11 Wo.)CH | UK19 (6 Wo.)UK | US41 (20 Wo.)US | Erstveröffentlichung: 4. Juli 2001 Verkäufe: + 35.000       |
| 2001 | Youth of the Nation Satellite                                       | DE5 (12 Wo.)DE | AT11 (17 Wo.)AT | CH16 (15 Wo.)CH | UK36 (2 Wo.)UK | US28 (19 Wo.)US | Erstveröffentlichung: 25. Dezember 2001 Verkäufe: + 65.000  |
| 2002 | Boom Satellite                                                      | DE83 (3 Wo.)DE | — | — | — | — | Erstveröffentlichung: 14. Mai 2002                          |
| 2002 | Satellite                                                           | — | — | — | — | — | Erstveröffentlichung: 5. August 2002                        |
| 2003 | Sleeping Awake Matrix Reloaded O.S.T.                               | DE55 (5 Wo.)DE | — | CH30 (6 Wo.)CH | UK42 (2 Wo.)UK | — | Erstveröffentlichung: 26. Mai 2003                          |
| 2003 | Will You Payable on Death                                           | — | — | CH68 (1 Wo.)CH | UK68 (2 Wo.)UK | — | Erstveröffentlichung: 22. September 2003                    |
| 2005 | Change the World Payable on Death                                   | — | — | — | — | — | Erstveröffentlichung: 16. Januar 2004                       |
| 2005 | Sounds like War Testify                                             | — | — | — | — | — | Erstveröffentlichung: 2005                                  |
| 2005 | Goodbye for Now Testify                                             | DE76 (3 Wo.)DE | — | — | — | US48 (2 Wo.)US | Erstveröffentlichung: 8. November 2005 feat. Katy Perry     |
| 2006 | Lights Out Testify                                                  | — | — | — | — | — | Erstveröffentlichung: 17. Februar 2006                      |
| 2006 | Going in Blind Greatest Hits: The Atlantic Years                    | — | — | — | — | — | Erstveröffentlichung: 2006                                  |
| 2007 | The San Diego Chargers Anthem –                                     | — | — | — | — | — | Erstveröffentlichung: 2007                                  |
| 2008 | Addicted When Angels & Serpents Dance                               | — | — | — | — | — | Erstveröffentlichung: 19. Februar 2008                      |
| 2008 | Shine with Me When Angels & Serpents Dance                          | — | — | — | — | — | Erstveröffentlichung: 11. Juli 2008                         |
| 2012 | Lost in Forever Murdered Love                                       | — | — | — | — | — | Erstveröffentlichung: 17. April 2012                        |
| 2012 | Higher Murdered Love                                                | — | — | — | — | — | Erstveröffentlichung: 30. Oktober 2012                      |
| 2013 | Beautiful Murdered Love                                             | — | — | — | — | — | Erstveröffentlichung: 30. April 2013                        |
| 2015 | This Goes Out to You The Awakening                                  | — | — | — | — | — | Erstveröffentlichung: 8. Juni 2015                          |
| 2018 | Listening for the Silence Circles                                   | — | — | — | — | — | Erstveröffentlichung: 9. Oktober 2018                       |
| 2018 | Rockin’ with the Best Circles                                       | — | — | — | — | — | Erstveröffentlichung: 2018                                  |
| 2023 | Drop Veritas                                                        | — | — | — | — | — | Erstveröffentlichung: 21. September 2023 feat. Randy Blythe |
| 2023 | Afraid to Die Veritas                                               | — | — | — | — | — | Erstveröffentlichung: 30. November 2013                     |
| 2024 | I Won't Bow Down Veritas                                            | — | — | — | — | — | Erstveröffentlichung: 18. Januar 2024                       |
| 2024 | Lies We Tell Ourselves Veritas                                      | — | — | — | — | — | Erstveröffentlichung: 21. März 2024                         |
| 2024 | I Got That Veritas                                                  | — | — | — | — | — | Erstveröffentlichung: 3. Mai 2024                           |

## Videoalben und Musikvideos

### Videoalben
| Jahr | Titel Musiklabel                   | Anmerkungen                            |
| ---- | ---------------------------------- | -------------------------------------- |
| 2002 | Still Payin’ Dues Atlantic Records | Erstveröffentlichung: 5. November 2002 |

### Musikvideos
- 1996: Selah
- 1999: Southtown
- 2000: Rock the Party (Off the Hook)
- 2000: School of Hard Knocks
- 2001: Alive
- 2001: Youth of the Nation
- 2002: Boom
- 2002: Satellite
- 2003: Sleeping Awake
- 2003: Will You
- 2004: Change the World
- 2006: Goodbye for Now
- 2006: Booyaka 619
- 2006: Lights Out
- 2006: Going in Blind
- 2008: When Angels & Serpents Dance
- 2008: Addicted
- 2011: On Fire
- 2012: Lost in Forever
- 2012: Murdered Love
- 2012: Higher
- 2013: Beautiful
- 2015: This Goes Out to You
- 2018: Rockin’ with the Best
- 2018: Listening for the Silence
- 2020: Panic Attack
- 2020: Circles

## Statistik

### Chartauswertung
|                     | DE    | AT    | CH    | UK    | US    |
| ------------------- | ----- | ----- | ----- | ----- | ----- |
| Nummer-eins-Alben   | DE—DE | AT—AT | CH—CH | UK—UK | US—US |
| Top-10-Alben        | DE1DE | AT1AT | CH—CH | UK—UK | US4US |
| Alben in den Charts | DE3DE | AT3AT | CH4CH | UK1UK | US8US |

|                       | DE    | AT    | CH    | UK    | US    |
| --------------------- | ----- | ----- | ----- | ----- | ----- |
| Nummer-eins-Singles   | DE—DE | AT—AT | CH—CH | UK—UK | US—US |
| Top-10-Singles        | DE1DE | AT—AT | CH—CH | UK—UK | US—US |
| Singles in den Charts | DE5DE | AT2AT | CH4CH | UK4UK | US3US |

### Auszeichnungen für Musikverkäufe
| Goldene Schallplatte - Australien - 2002: für das Album Satellite - 2002: für die Single Alive - 2002: für die Single Youth of the Nation - Neuseeland - 2002: für das Album Satellite - Schweden - 2002: für das Album Satellite | Platin-Schallplatte - Kanada - 2002: für das Album Satellite - Neuseeland - 2023: für die Single Youth of the Nation |

Anmerkung: Auszeichnungen in Ländern aus den Charttabellen bzw. Chartboxen sind in ebendiesen zu finden.
| Land/RegionAuszeichnungen für Musikverkäufe (Land/Region, Auszeichnungen, Verkäufe, Quellen) | Gold     | Platin     | Verkäufe  | Quellen                       |
| -------------------------------------------------------------------------------------------- | -------- | ---------- | --------- | ----------------------------- |
| Australien (ARIA)                                                                            | 3× Gold3 | —          | 105.000   | aria.com.au                   |
| Deutschland (BVMI)                                                                           | Gold1    | —          | 150.000   | musikindustrie.de             |
| Kanada (MC)                                                                                  | —        | Platin1    | 100.000   | musiccanada.com               |
| Neuseeland (RMNZ)                                                                            | Gold1    | Platin1    | 37.500    | aotearoamusiccharts.co.nz NZ2 |
| Schweden (IFPI)                                                                              | Gold1    | —          | 30.000    | sverigetopplistan.se          |
| Schweiz (IFPI)                                                                               | Gold1    | —          | 20.000    | hitparade.ch                  |
| Vereinigte Staaten (RIAA)                                                                    | Gold1    | 4× Platin4 | 4.500.000 | riaa.com                      |
| Vereinigtes Königreich (BPI)                                                                 | Gold1    | —          | 100.000   | bpi.co.uk                     |
| Insgesamt                                                                                    | 9× Gold9 | 6× Platin6 |           |                               |